# Empúries
Empúries (nome in catalano; in spagnolo Ampurias, in greco antico Εμπόριον, Emporion, e in latino Emporiae) è una località nel comune di L'Escala in Catalogna nella quale sono presenti antiche rovine.
Il suo nome sta a significare punto di raccolta delle merci, come l'attuale emporio. Le rovine sono proprietà della Generalitat de Catalunya.
Il sito è stato dapprima colonizzato dai Greci a partire dalla prima metà del VI secolo a.C. (il nome Emporion sta anche a significare mercato), quindi dai Romani che ne furono prima alleati poi occupanti. Fiorente fino alla metà circa del II secolo, decadde successivamente. Con la caduta dell'Impero romano d'Occidente fu conquistata prima dai Visigoti, poi dagli Arabi e infine dai Franchi. Nel XII secolo entrò a far parte della Corona d'Aragona.

## La città greca
Fondata dai focesi di Massalia nella prima metà del VI secolo a.C. sul golfo di Roses, la città era inizialmente situata su una penisola chiamata oggigiorno Sant Martí d'Empúries e conosciuta dagli archeologi come Paleàpolis o città vecchia. Successivamente l'insediamento primigenio si ampliò, venendo a strutturarsi in un centro abitato contiguo (Neápolis). Aveva una vocazione prettamente commerciale e fin dagli inizi fu contraddistinta dalla presenza di mercanti fenici ed etruschi e di una massiccia popolazione di origine non solo ellenica, ma anche iberica. Quest'ultima sembra vivesse segregata in una parte della città, o in una vera e propria città "parallela". Circondata da una potente cinta muraria, Εμπόριον raggiunse il suo apogeo fra il V e il IV secolo a.C., grazie soprattutto allo sviluppo del commercio di cereali che, prodotti nella valle dell'Ebro, venivano esportati in molti centri mediterranei, fra cui Marsiglia, Atene e Siracusa. Il centro ibero di Ullastret, posto a meno di venti chilometri da Empuries, serviva da centro di raccolta e di stoccaggio dei cereali e di altre derrate agricole che successivamente venivano trasportate ad Empúries per la vendita e l'imbarco. Attorno alla metà del IV secolo a.C. in città si iniziarono a coniare le prime monete.
|                                                            |                                 |
| Persefone, tre delfini intorno (del tipo siracusano)       | Pegaso in volo. Sotto ΕMΠΟΡΙΤΩΝ |
| AR Dracma (4,85 g) di Εμπόριον coniata attorno al 240 a.C. |                                 |

Nel momento della sua massima espansione (IV secolo a.C.) Empúries aveva una superficie di circa cinque ettari, di cui tre totalmente urbanizzati. La sua popolazione doveva aggirarsi, secondo le stime più attendibili, fra un minimo di 3.000 e un massimo di 4.250 abitanti.
Oggi, della città greca, sono ancora visibili: il santuario di Asclepio, con all'interno una statua del Dio che attualmente si trova nel Museo Archeologico di Barcellona, un tempio dedicato a Serapide, eretto in età ellenistica a fianco del santuario di Asclepio, un recinto sacro, una torre di guardia, cisterne per l'acqua, diverse case, l'agorà e un colonnato detto stoà (portici). Ci sono inoltre pervenuti alcuni mosaici con iscrizioni greche: una di queste, perfettamente leggibile, augura al transeunte Dolci sogni (ΗΔΨΚΟΙΤΟΣ). Nelle immediate vicinanze della Stoa sono stati rinvenuti i resti della più antica basilica paleocristiana di Εμπόριον.

## La città romana
Durante la seconda guerra punica, Empúries si schierò apertamente con Roma. Nel 218 a.C. un esercito romano sbarcò nel suo porto e la città divenne uno dei più solidi punti di appoggio dell'Urbe in Hispania. Per lungo tempo Εμπόριον mantenne lo status di città alleata, pur divenendo, di fatto, una grande caserma con un presidio romano addetto al controllo del nord-est peninsulare. A partire dal 200 a.C. si iniziò a conformare la città romana, adiacente alla precedente, che ricevette un ulteriore impulso dopo il 49 a.C., quando, per ordine di Giulio Cesare, venne dedotta sul posto una colonia di veterani che avevano combattuto al suo fianco nella penisola iberica. Da quel momento, secondo le parole di Roger Collins, la Empuriae romana eclissò in poco tempo la Εμπόριον greca che pure mantenne la propria lingua fino ad età augustea. Anche in epoca imperiale la città conservò una certa prosperità fino almeno alla metà del II secolo.
L'insediamento romano, situato in posizione dominante e adiacente a quello greco, iniziò a svilupparsi prima come accampamento militare e successivamente come forte (II secolo a.C.). A cavallo fra il I secolo a.C. e il I secolo furono eretti l'anfiteatro, una palestra, vie porticate, ville e soprattutto il foro, centro della vita cittadina. La parte meridionale del foro era occupato da negozi e botteghe di vario genere fra cui un importante panificio di cui si può ancora ammirare una macina di mulino in discreto stato di conservazione. Nella parte settentrionale del foro sorgeva un mercato con due lunghe file di posti. Le due ville romane venute alla luce nell'area urbana avevano dei pavimenti adorni di mosaici (I secolo) ancor oggi perfettamente visibili anche se di mediocre qualità artistica.
La zona è oggi un museo quasi totalmente all'aria aperta, visitabile dal pubblico: nella sua parte interna suggestive proiezioni ricostruiscono la storia di Empúries antica.

## Galleria d'immagini

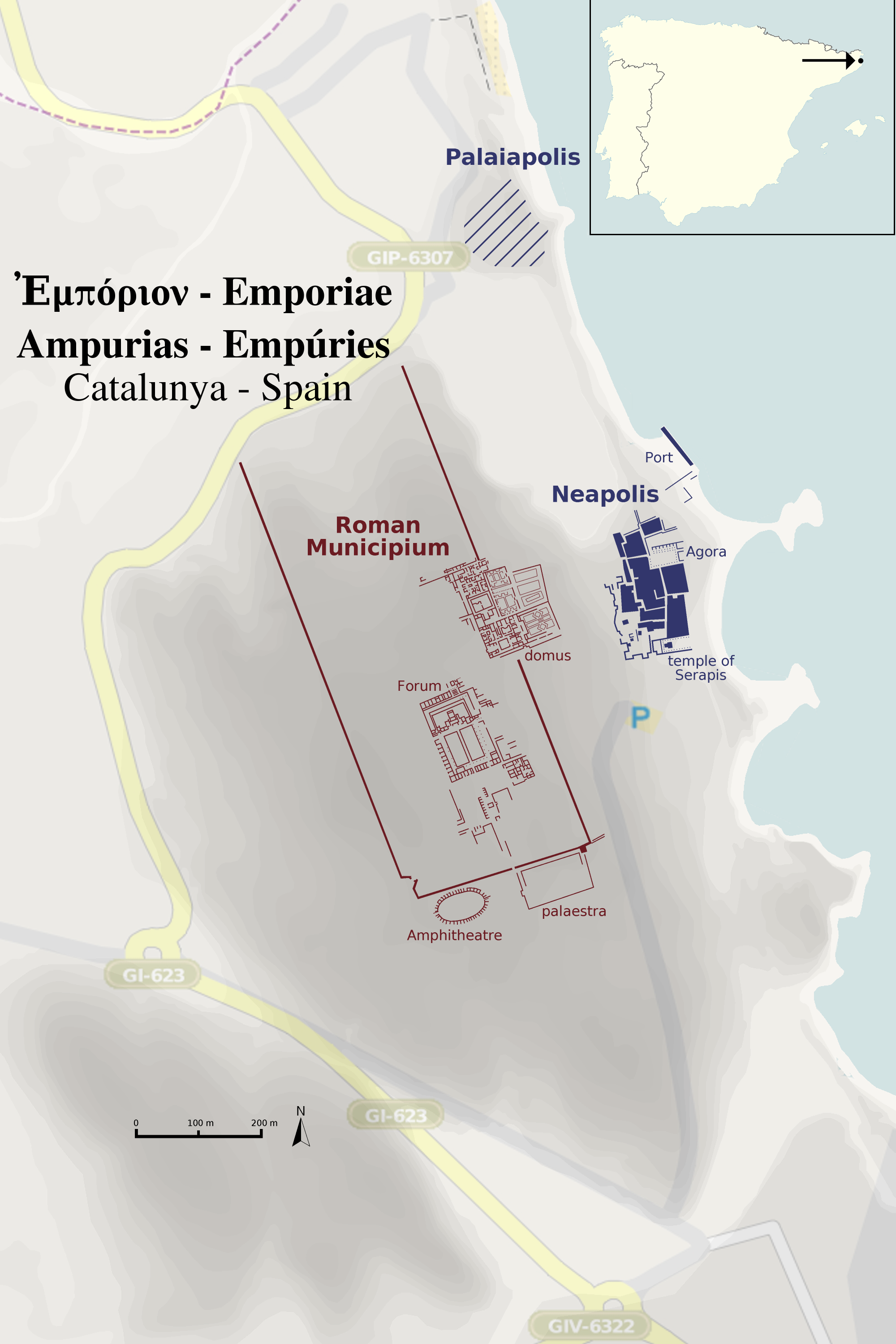
Mappa del sito archeologico di Empúries
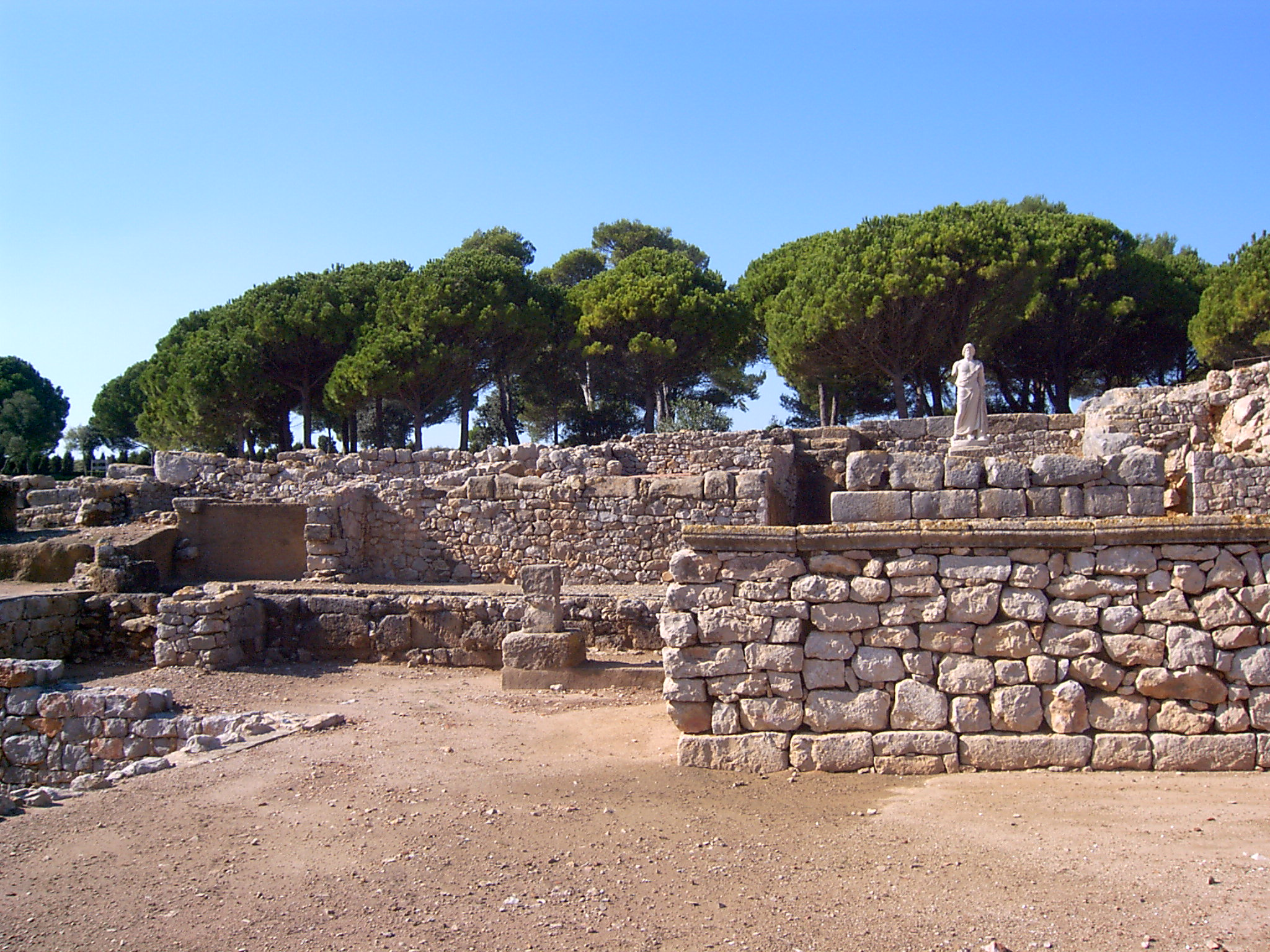
La città greca
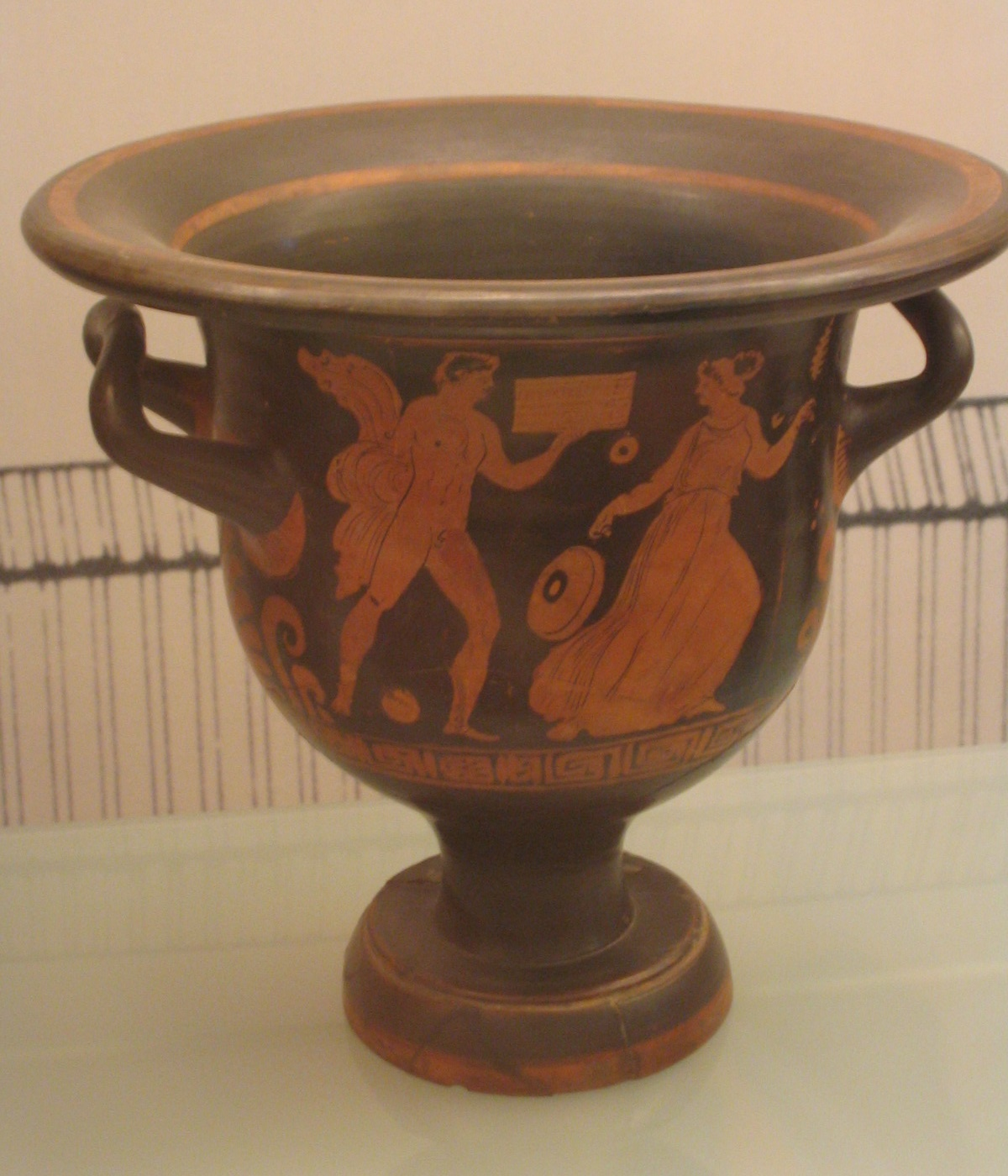
Anfora greca
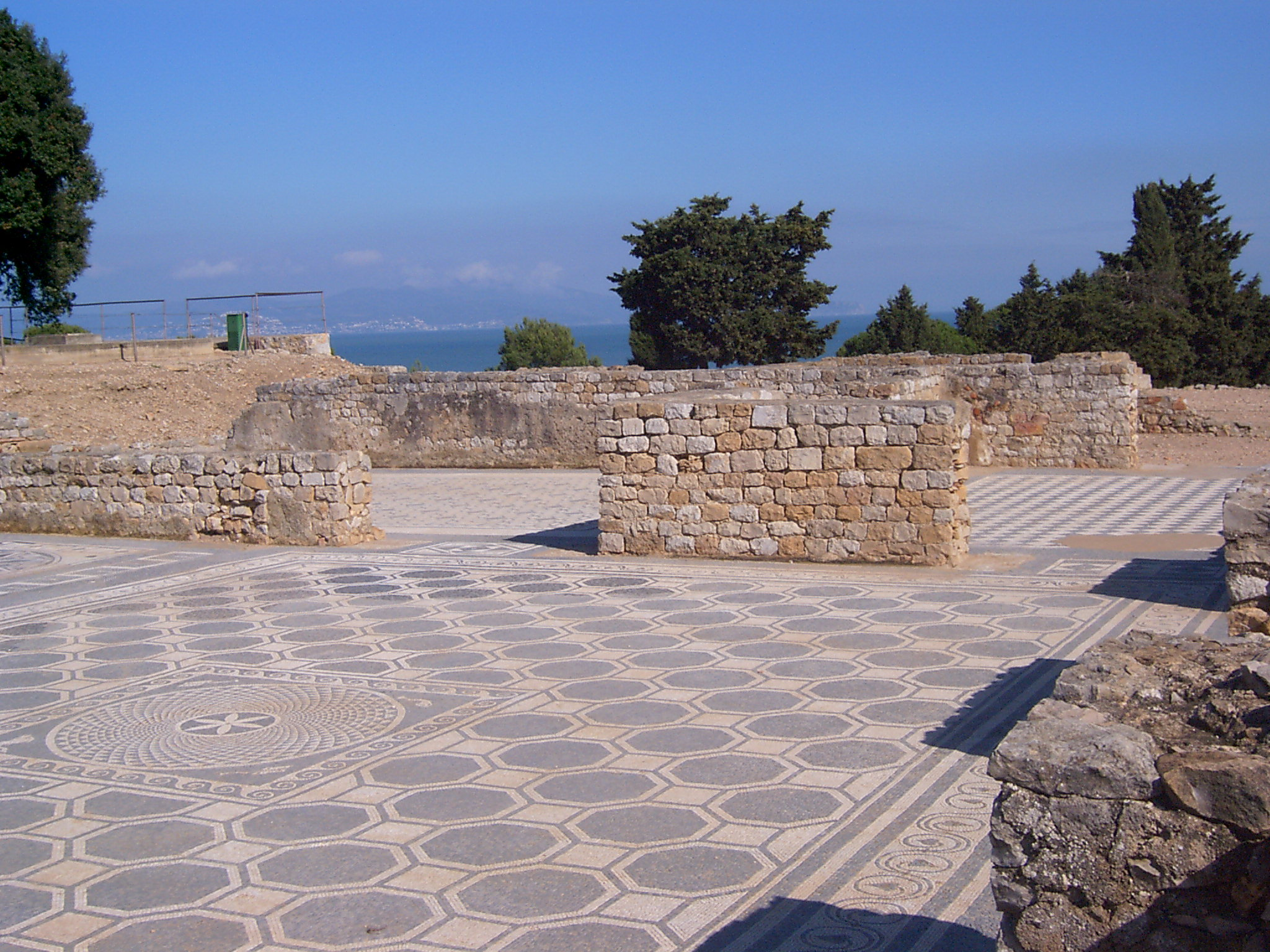
Mosaico romano
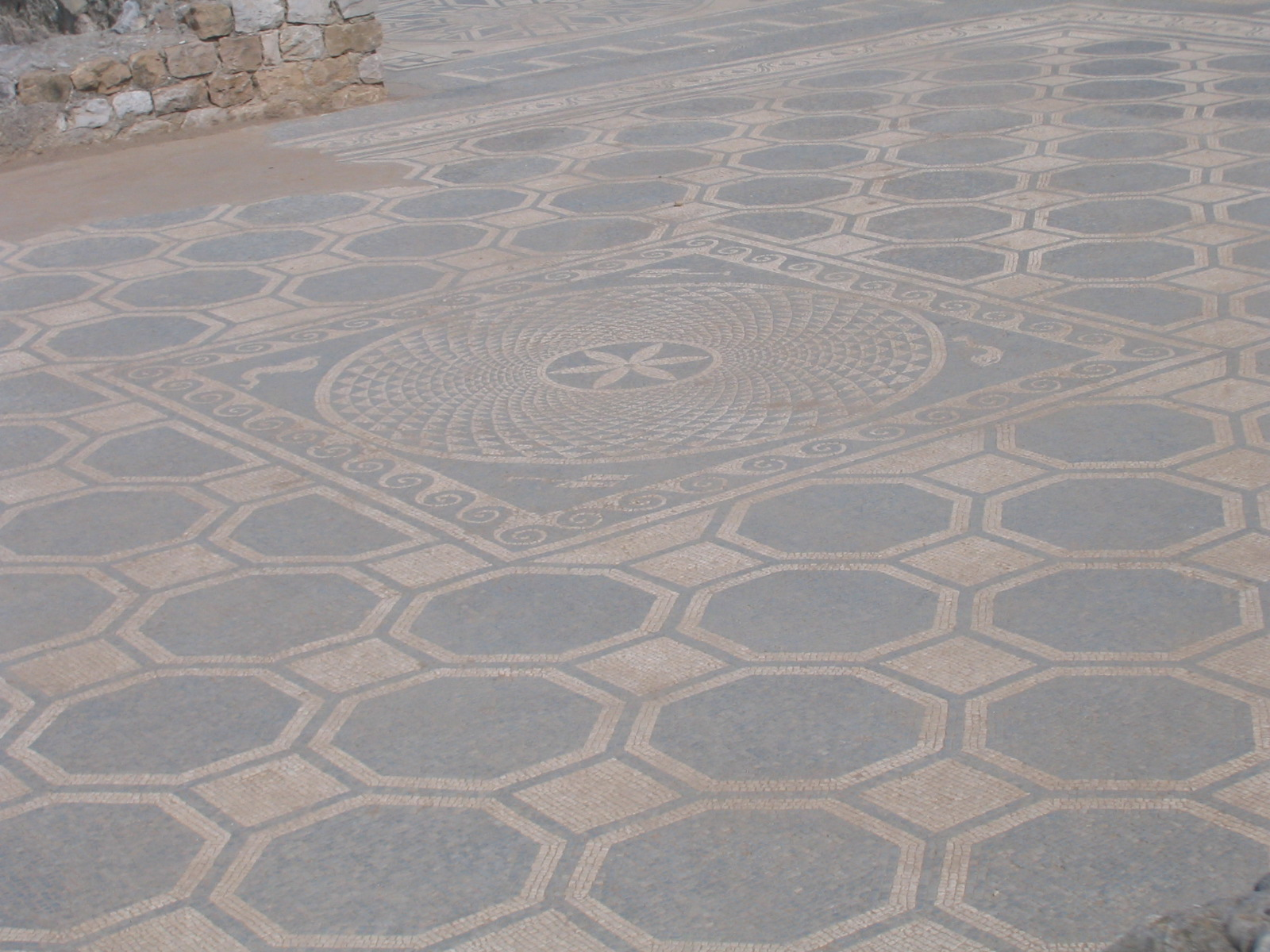
Mosaico romano
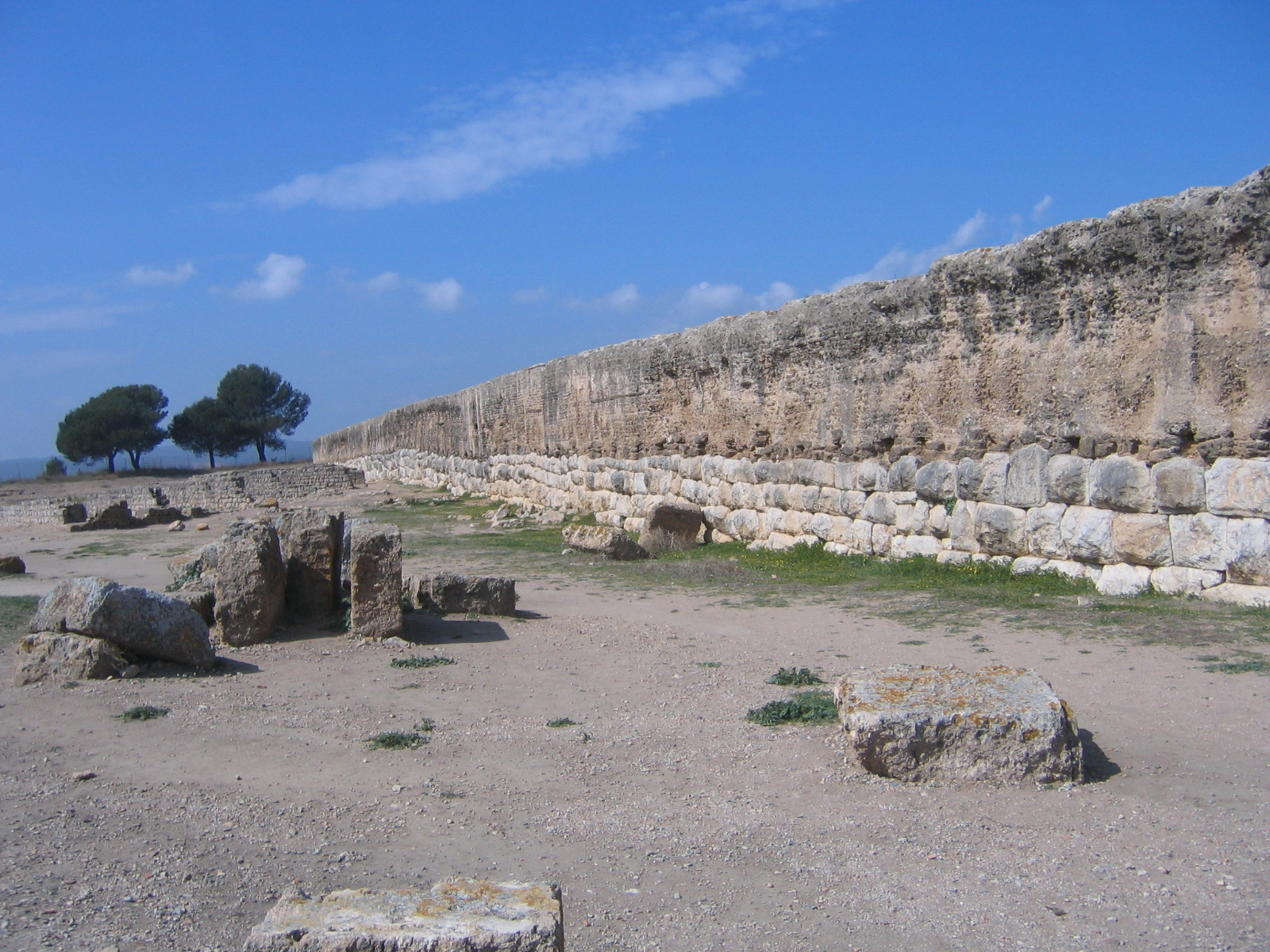
Mura romane
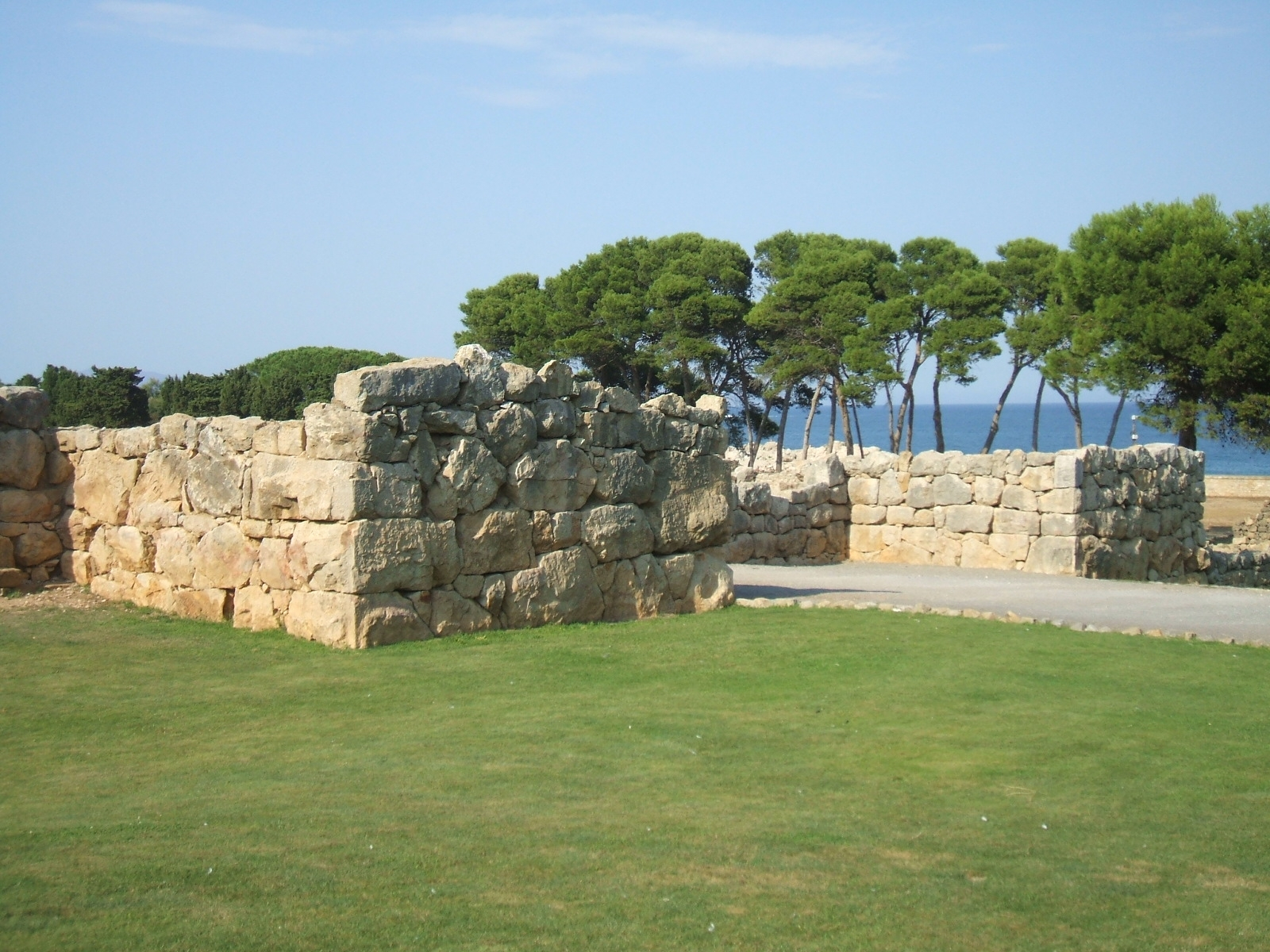
Porta sud
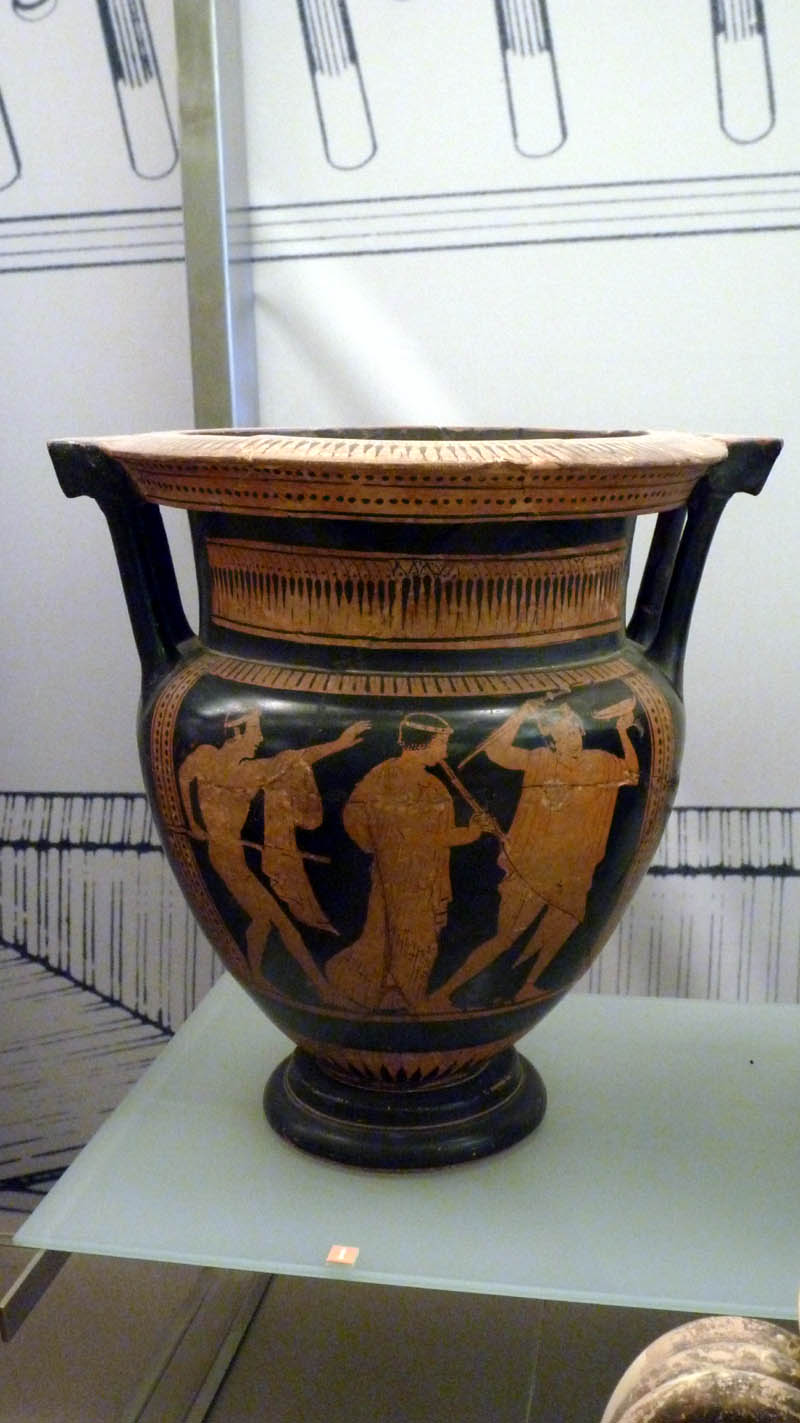
Cratere greco
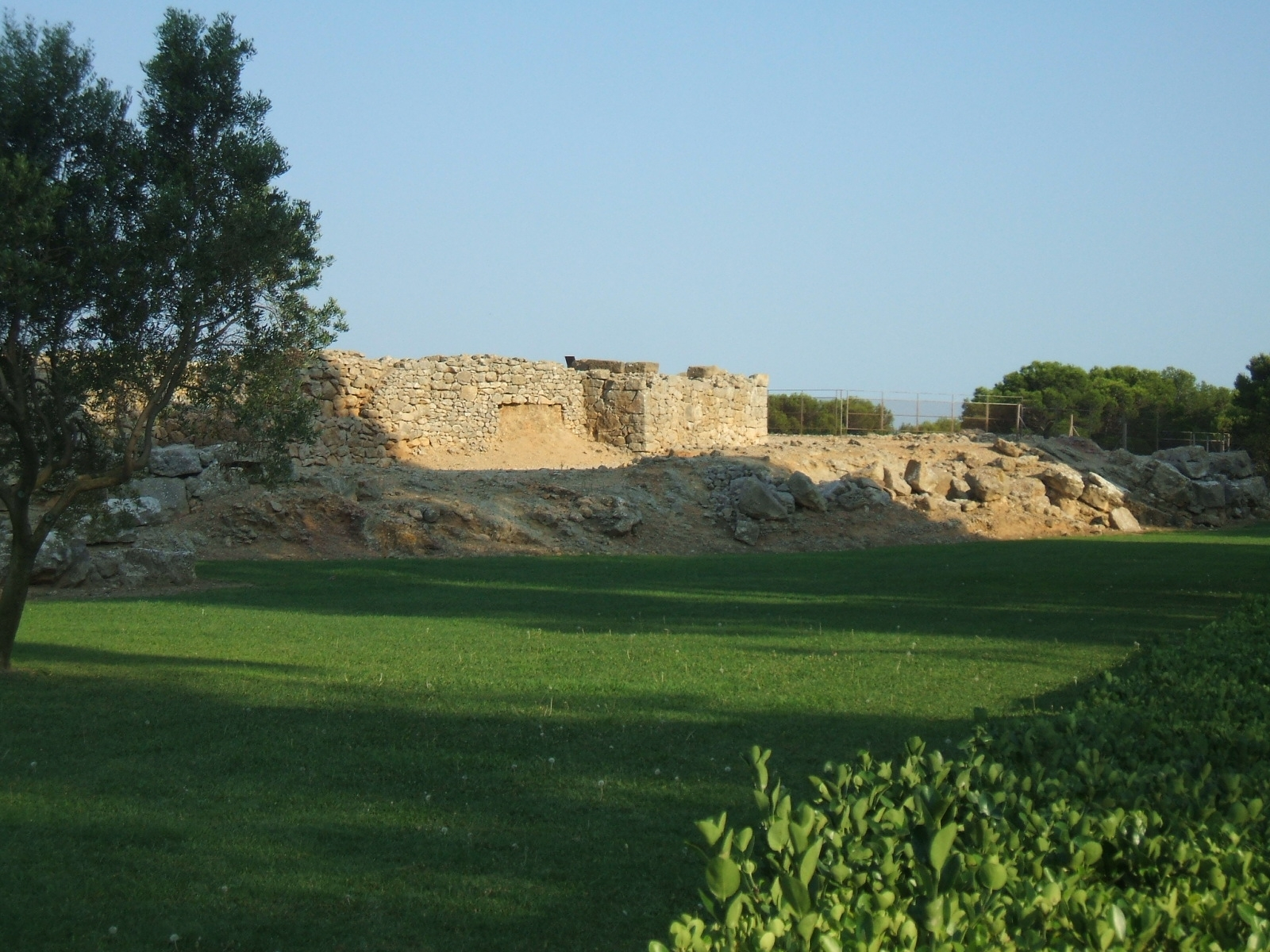
Acropoli
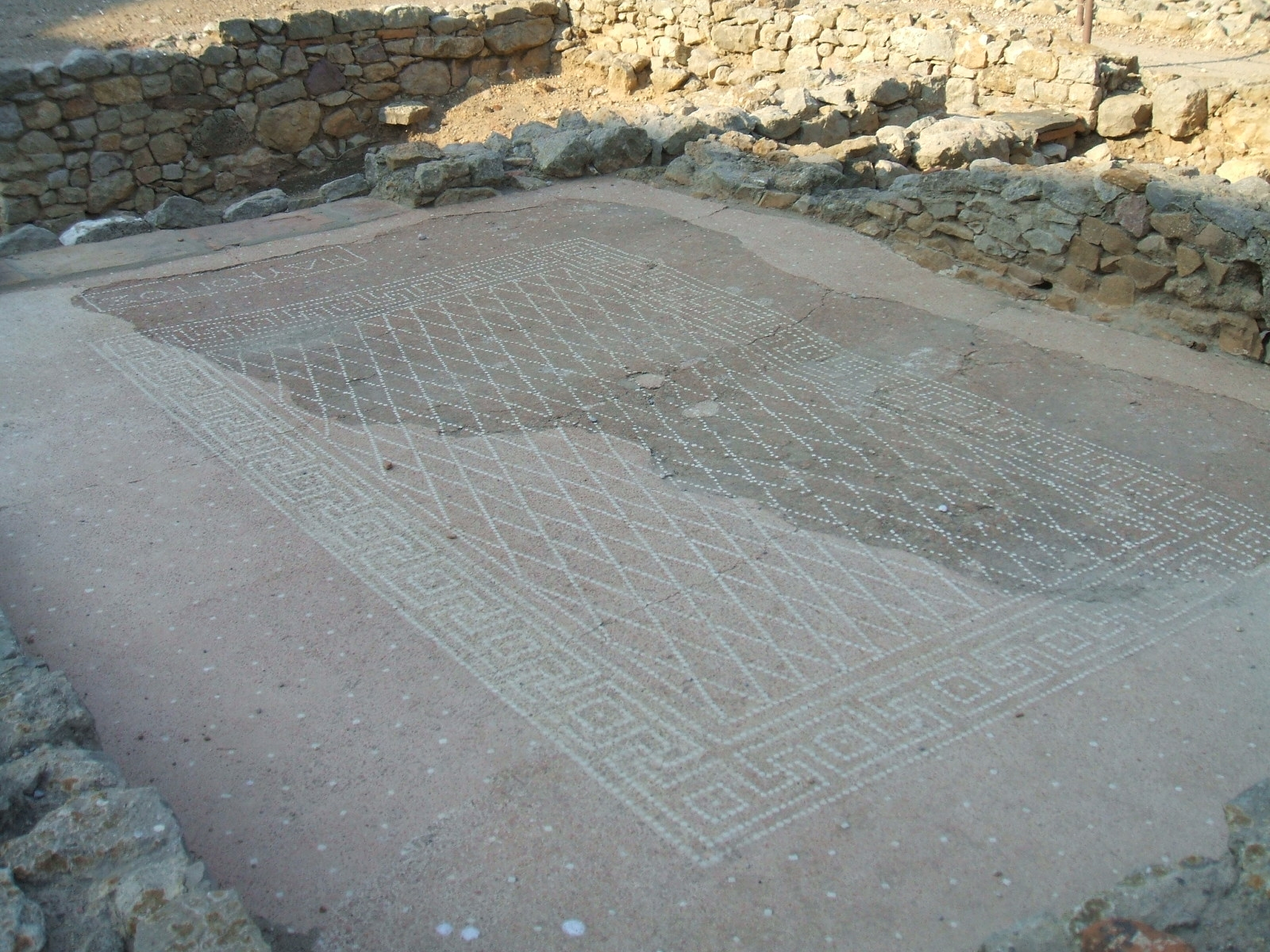
Epigrafe greca
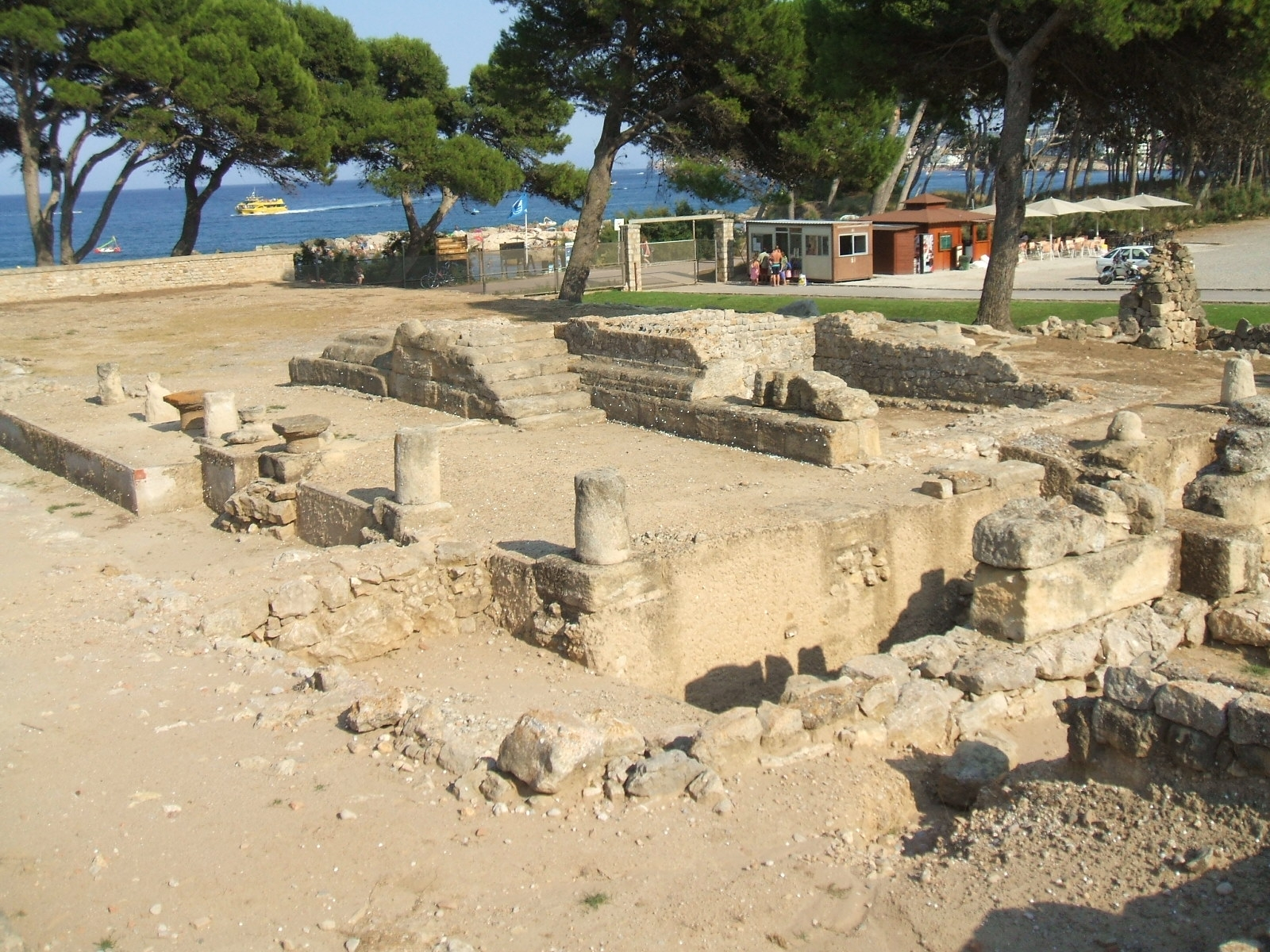
Serapeion
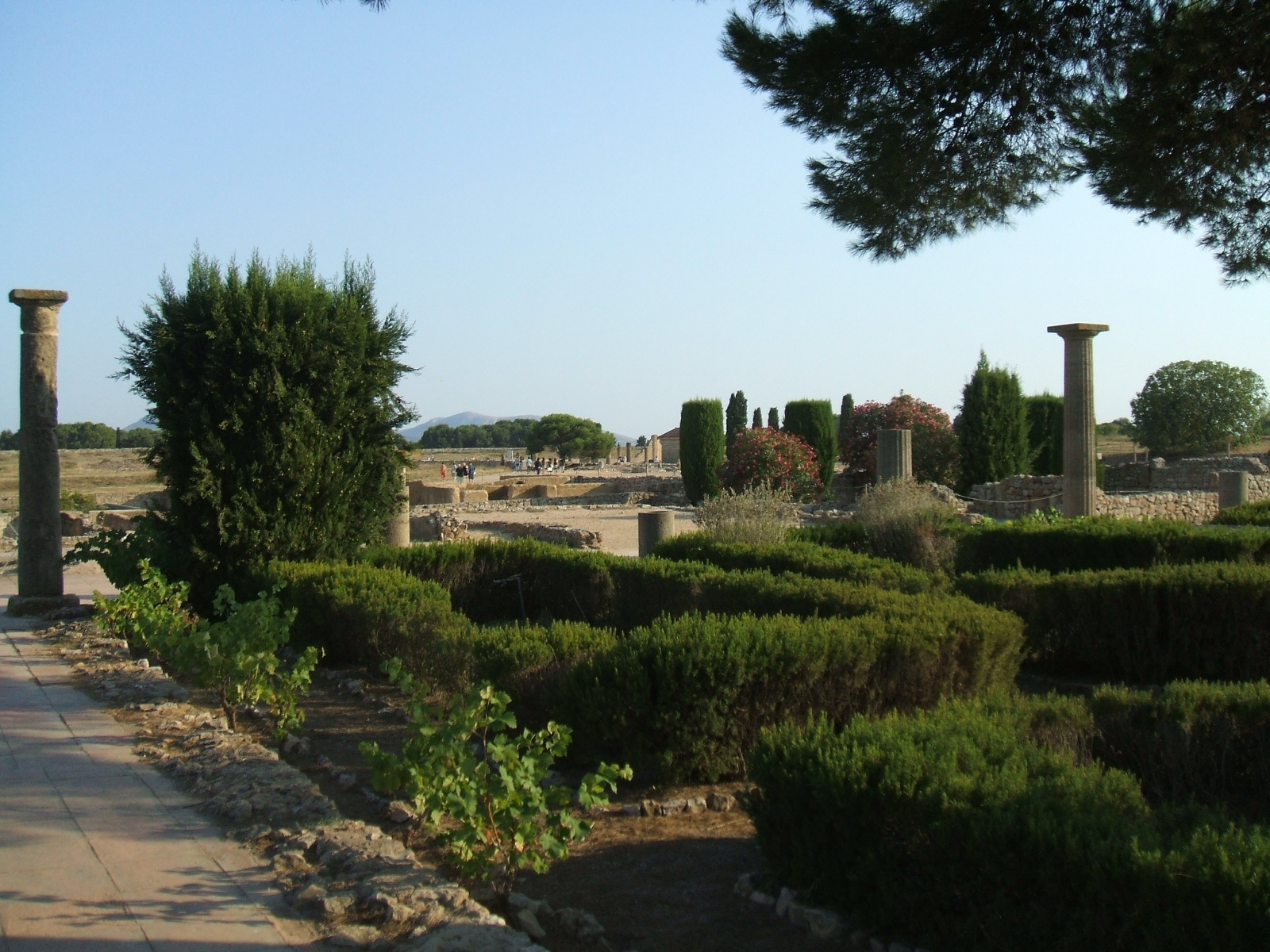
Villa romana
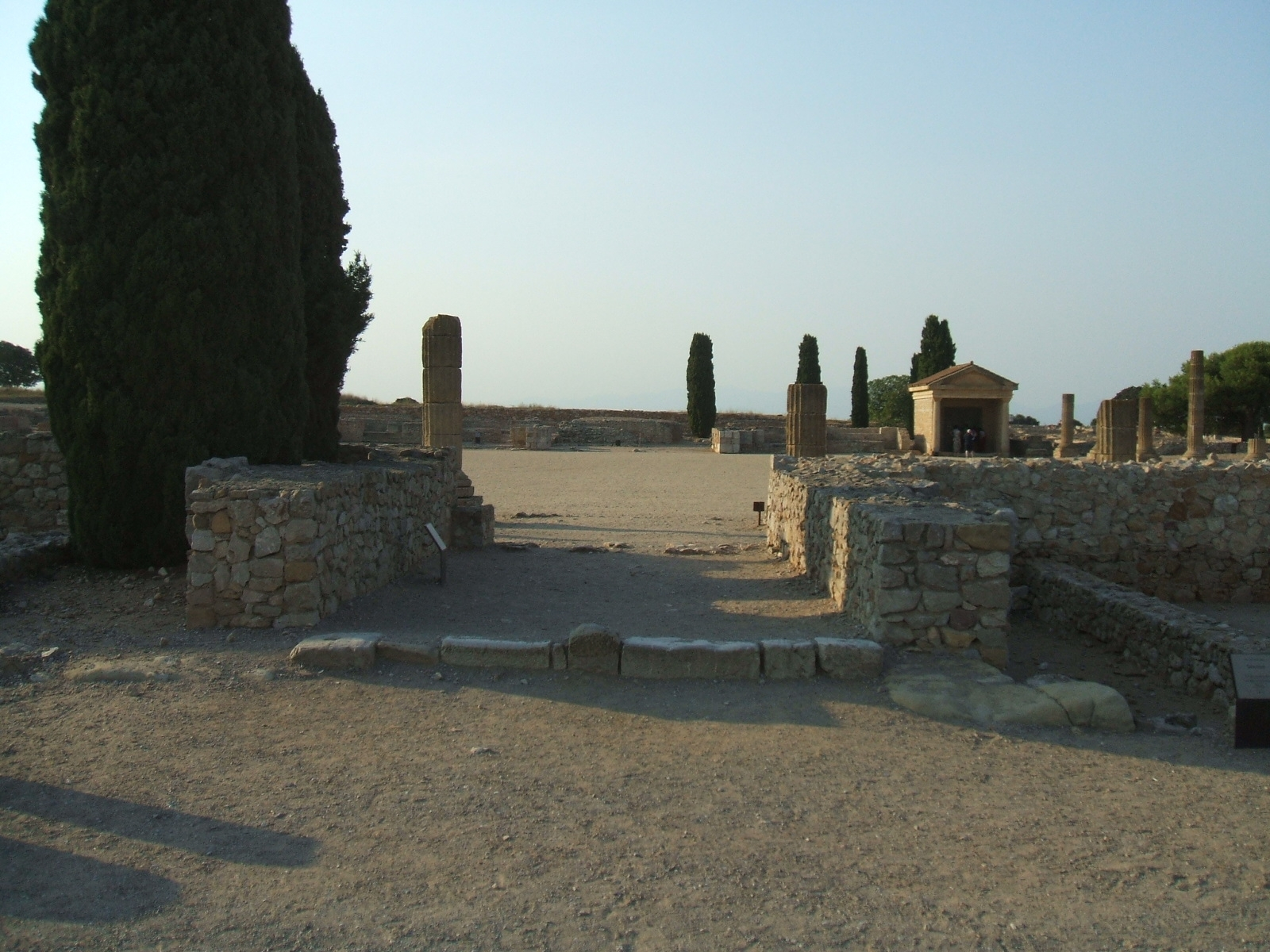
Villa romana
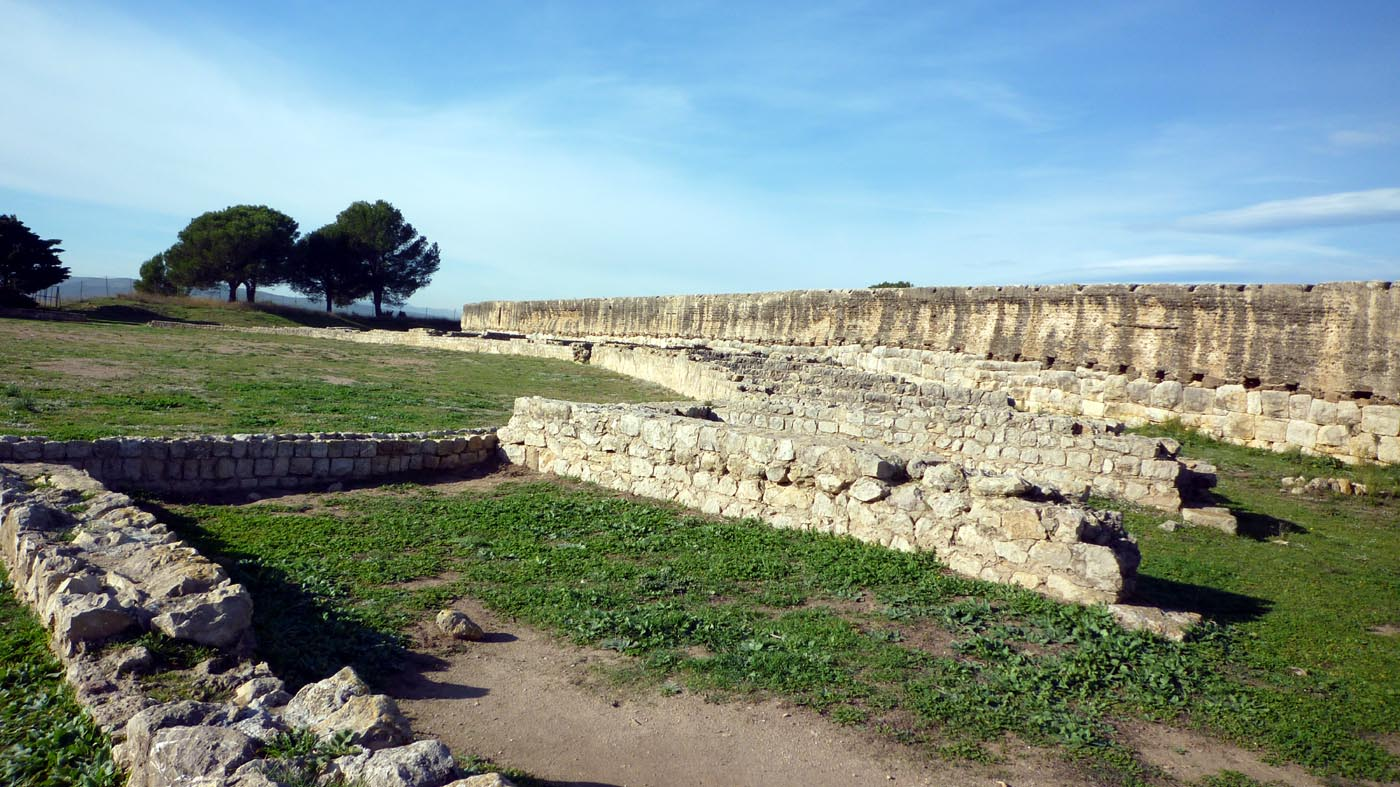
Anfiteatro
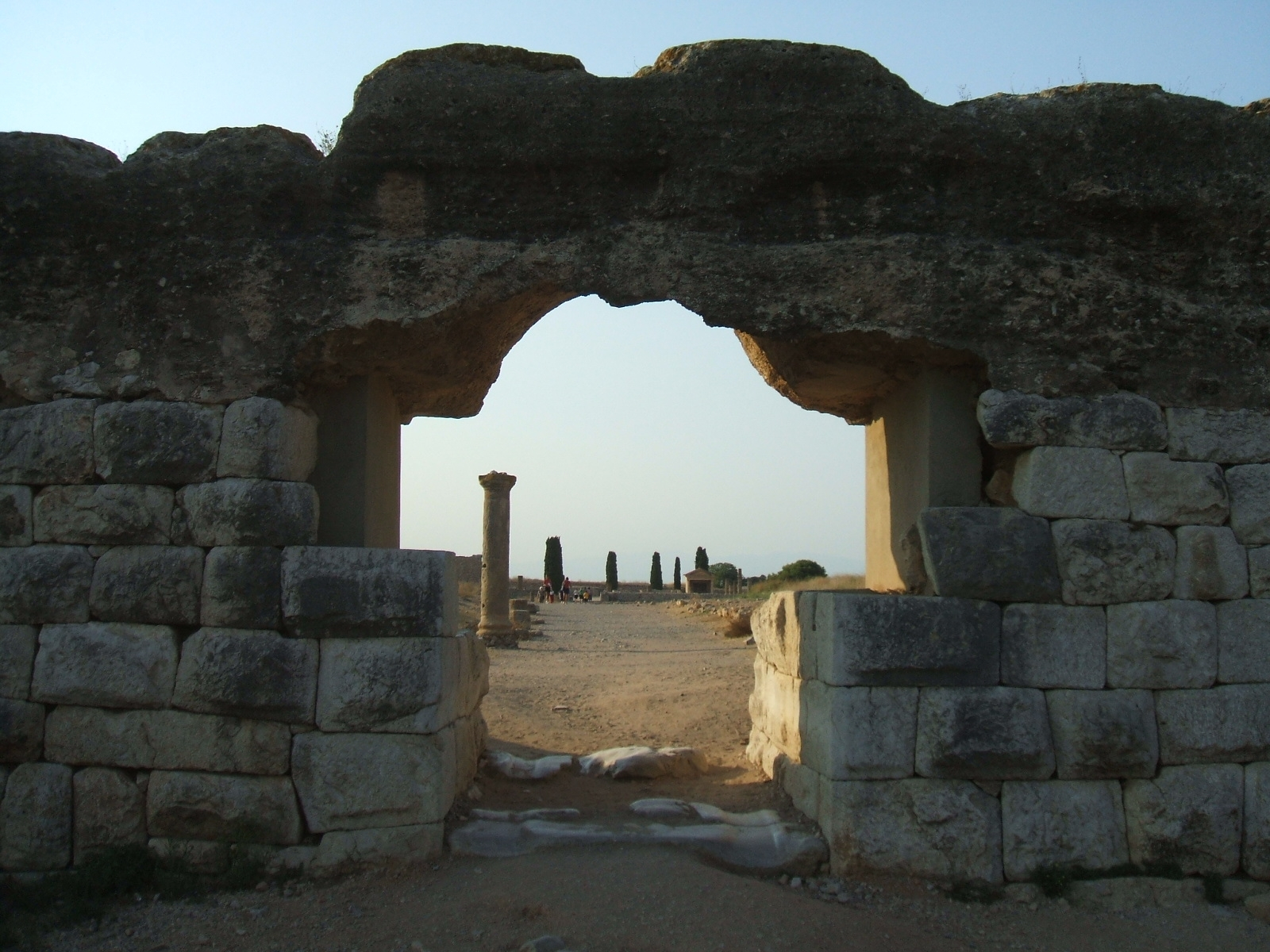
Villa romana